# Snälla kriminella
Snälla kriminella är en svensk komedifilm från 2021 regisserad av Sara Young. I rollerna syns Simon Garshasebi och Babak Yousefi i huvudrollerna och Johan Glans och Hasse Aro som sig själva.

## Handling
Filmen handlar om Sasan och rapparen MC Baboo som bestämmer sig för att bli kriminella. Sasan har nämligen nyss dumpats av sin flickvän och behöver pengar snabbt för operera sin sjuka hund och MC Baboo behöver "street cred" för att slå igenom som rappare. Tillsammans genomför de några mer eller mindre lyckade inbrott och stölder i Stockholm innan de bestämmer sig för att göra inbrott hos Johan Glans.

## Rollista
- Simon Garshasebi – Sasan
- Babak Yousefi – MC Baboo
- Lisbeth Johansson – Gunvor
- Roshi Hoss – Becky
- Johan Glans – Johan Glans
- Sanna Bråding – Mikaela
- Louise Nordahl – Nellan
- Max Nerdal – Max
- Erik Bolin – President Sonny
- David Bexelius – Benny
- Hasse Aro – som sig själv
- Linus Eklund Adolphson – Lonny

## Mottagande
Filmen fick ett neutralt mottagande och landade på ett snittbetyg på 2,5 på kritiker.se.